# My Little Pony: Gwiazdka spełnionych życzeń
My Little Pony: Gwiazdka spełnionych życzeń (ang. My Little Pony: Twinkle Wish Adventure, 2009) – amerykański film animowany, stworzony na podstawie produkowanej przez Hasbro linii zabawek My Little Pony. W Polsce premiera filmu odbyła się 26 grudnia 2009 roku na kanale MiniMini. Film został ponownie wyemitowany w Polsce z drugim dubbingiem i z nowym tytułem, My Little Pony: Przygoda Twinkle Wish, w dniu 12 marca 2017 roku na kanale Polsat JimJam.

## Opis fabuły
Cheerilee wygrywa konkurs na najładniejsze wieszadełko, w którym nagrodą jest powieszenie gwiazdki spełnionych życzeń na czubku choinki. Kiedy Scootaloo ogląda skrzynkę z gwiazdką, przez przypadek, upuszcza ją, wtedy gwiazdka z niej wypada i zabiera ją smoczyca Whimsey Weatherbee na górę ni z tego ni z owego. Kucyki lecą balonem Pinkie Pie na tę górę, aby odzyskać gwiazdkę. W tym czasie pani burmistrz zaczyna coś podejrzewać. Kucyki docierają na górę ni z tego ni z owego i zastają tam Whimsey, która sądzi, że gwiazdka jest zabawką i że pomoże jej zdobyć przyjaciół. Kucyki tłumaczą jej co to jest przyjaźń, ta nie chcę jednak oddać im gwiazdki. Kucyki wracają do domu aby przyznać się do wszystkiego. Po krótkim czasie wraca Whimsey i mówi im, że woli mieć przyjaciół niż gwiazdkę, która nie jest jej. Cheerilee pozwala Scootaloo zawiesić gwiazdkę na czubku choinki, gdyż to ona dała jej guzik, dzięki któremu Cheerilee wygrała. Na końcu gwiazdka spełnia życzenie o  różowym śniegu.

## Postacie
- Rainbow Dash – kucyk koloru niebieskiego. Ma różową, pomarańczową, żółtą i zieloną grzywę związaną tęczową gumką w kok, niebieski, fioletowy i różowy ogon oraz fioletowe oczy. Jej znaczkiem jest tęcza z chmurami. Uwielbia kolorowe rzeczy i przebieranie się. Najstarsza z paczki.
- Toola Roola – kucyk koloru jasno różowego. Ma krótką, prostą purpurowo-pomarańczową grzywę z żółtą grzywką, niebieski, granatowy i fioletowy ogon, oraz niebieskie oczy. Jej znaczkiem jest pędzel i spiralka. Lubi malować i jest świetną artystką. Boi się ciemności. Druga najstarsza z paczki.
- Scootaloo – kucyk koloru pomarańczowego. Ma różowo-fioletową grzywę związaną fioletową gumką, różowo-fioletowy ogon i fioletowe oczy. Jej znaczkiem jest różowy motylek. Lubi gry i zabawy podwórkowe. Jest siostrą Cheerilee. Druga najmłodsza z paczki.
- Sweetie Belle – jednorożec koloru białego. Ma różową, fioletową i liliową grzywę, liliowo-fioletowy ogon i zielone oczy. Jej znaczkiem jest różowe serce. Lubi piec i gotować. Najmłodsza z paczki.
- Cheerilee – kucyk koloru ciemnoróżowego. Ma różową, fioletową i jasnoróżową grzywę uczesaną w dwa kucyki, jej ogon jest w takich samych kolorach, a oczy zielone. Lubi układać fryzury i czytać. Jest siostrą Scootaloo. Trzecia najstarsza z paczki.
- StarSong – pegaz koloru fioletowego. Ma różową (różne odcienie) grzywę i ogon i niebieskie oczy. Jej znaczkiem są białe gwiazdy. Lubi wszystko, co się błyszczy, śpiewanie, tańczenie i dekorowanie. Trzecia najmłodsza z paczki.
- Pinkie Pie – kucyk koloru różowego. Ma jasnoróżową grzywę i ogon oraz niebieskie oczy. Jej znaczkiem są 2 niebieskie i 1 żółty balon. Lubi kolor różowy i wydawanie przyjęć urodzinowych. Średnia z paczki.

## Wersja polska

### Pierwsza wersja dubbingu
Wersja polska: SDI Media Polska

Reżyseria: Joanna Węgrzynowska-Cybińska

Dialogi polskie: Agnieszka Farkowska

Teksty piosenek: Tomasz Robaczewski

Kierownictwo muzyczne: Juliusz Kamil Kuźnik

Wystąpili:
- Izabela Dąbrowska – Burmistrz
- Katarzyna Pysiak – Starsong
- Anna Gajewska – Whimsey
- Anna Sztejner – 
  - Rainbow Dash,
  - Kucyk #1
- Juliusz Kamil Kuźnik – Świetliki
- Brygida Turowska-Szymczak – 
  - Toola Roola,
  - Narrator
- Magdalena Krylik – Pinkie Pie
- Magdalena Kusa – Twinkles
- Katarzyna Łaska – Cheerilee
- Joanna Węgrzynowska-Cybińska –
  - Narrator,
  - Sweetie Belle,
  - Wokalistka,
  - Kucyk #2
- Dominika Sell – Scootaloo

Chórki: Anna Sochacka, Małgorzata Kunc

### Druga wersja dubbingu
Opracowanie wersji polskiej: MediaVox

Tekst polski: Magdalena Korczyńska

Reżyseria: Ireneusz Załóg

Dźwięk i montaż: Iwo Dowsilas

Wystąpili:
- Olga Łasak –
  - Cheerilee,
  - Sweetie Belle
- Anita Sajnóg –
  - Starsong,
  - Toola Roola,
  - Narrator,
  - różowe świetliki,
  - kucyk konferansjerka,
  - jeden z kucyków
- Izabella Malik –
  - Rainbow Dash,
  - Burmistrz Flitter Flutter,
  - jeden z kucyków
- Agnieszka Okońska –
  - Pinkie Pie,
  - Scootaloo,
  - Twinkle Wish,
  - Whimsey Weather,
  - różowe świetliki

i inni
Lektor: Ireneusz Załóg